# Châteauneuf-sur-Loire
Châteauneuf-sur-Loire är en kommun i departementet Loiret i regionen Centre-Val de Loire strax norr Frankrikes mitt. Kommunen ligger i kantonen Châteauneuf-sur-Loire som tillhör arrondissementet Orléans. År 2022 hade Châteauneuf-sur-Loire 8 470 invånare.

## Befolkningsutveckling
Antalet invånare i kommunen Châteauneuf-sur-Loire
| Referens: INSEE |